# Arent de Gelder
Pour les articles homonymes, voir de Gelder.
Arent de Gelder, ou Aert de Gelder, né le 26 octobre 1645 à Dordrecht en Hollande (Provinces-Unies) où il est mort le 27 août 1727, est un peintre néerlandais.
Il fut l'un des derniers élèves de Rembrandt à Amsterdam, où il étudia de 1661 à 1663. Non seulement était-il un des élèves les plus doués du maître mais aussi l'un de ses plus fidèles disciples car il fut le seul artiste hollandais à peindre dans la tradition du style tardif de Rembrandt bien avant dans le XVIIIe siècle.
De Gelder a notamment peint Le Baptême du Christ (1710) dans lequel de nombreux objets semblent flotter dans les cieux, ce qui est une représentation divine, d'ailleurs très commune à cette époque.

## Œuvres

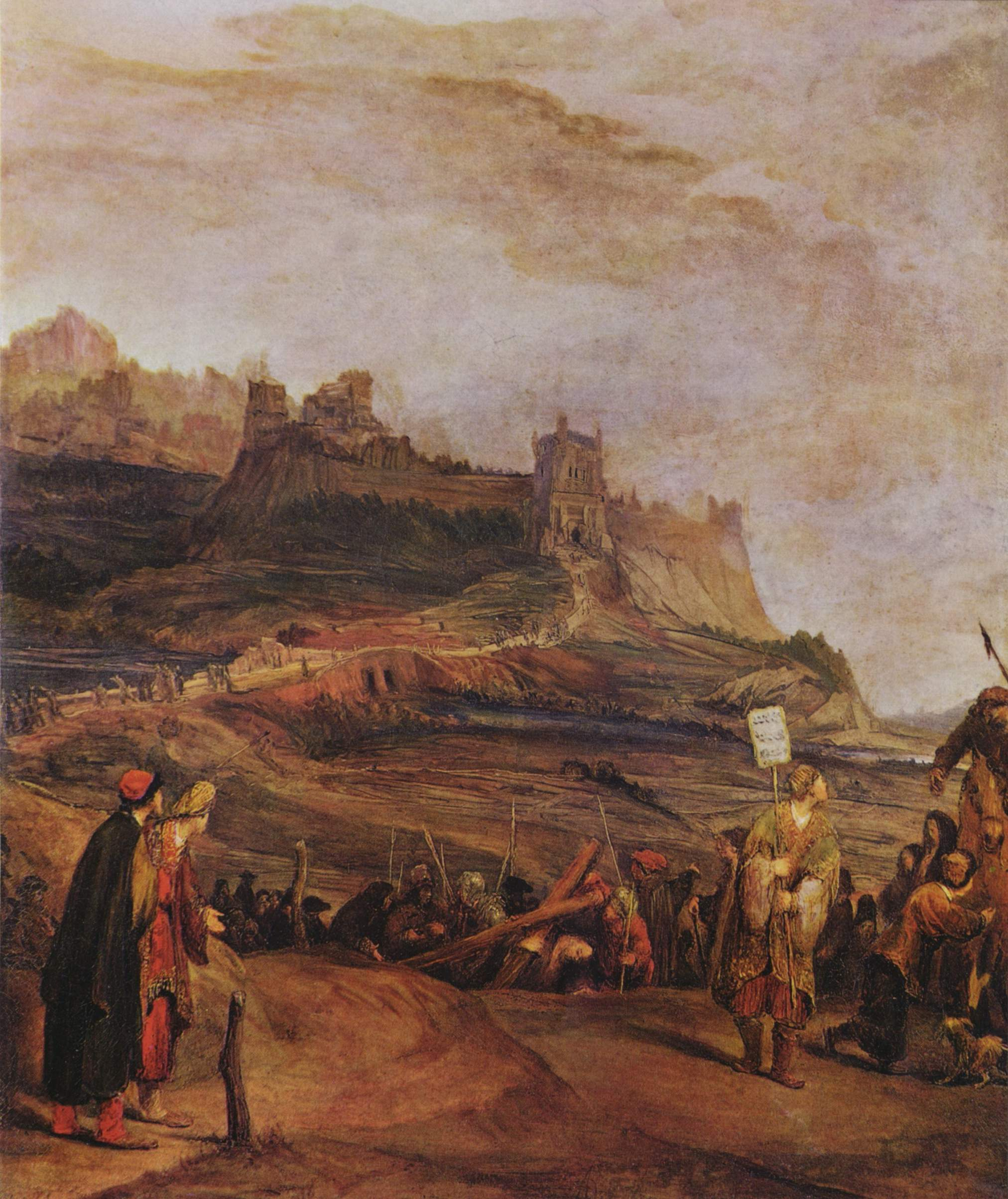
Cycle de la Passion,
vers 1715,
Le Chemin du Golgotha,
Aschaffenbourg.

- Portrait d'Ernest de Beveren, seigneur de West-Ijsselmonde et De Lindt, Aert de Gelder (bourgmestre et en 1704 maître de poste de la ville de Dordrecht), 1685, huile sur toile, 128 × 105 cm, Rijksmuseum, Amsterdam[1]
- Abraham et les anges, 1680-1685, huile sur toile, 174 × 111 cm, Musée Boijmans Van Beuningen, Rottrerdam[2]
- Ahimelech donnant l'épée de Goliath à David, 1680-1689, huile sur toile, 92 × 132 cm, Getty Center, Los Angeles[3]
- Le Banquet d'Assuérus, 1680-1689, huile sur toile, 114 × 142 cm, Getty Center, Los Angeles[4]
- Le Roi David, 1680 - 1685, huile sur toile, 100 × 115 cm, Rijksmuseum, Amsterdam[5]
- Autoportrait en Zeuxis représentant une vieille femme laide, 1685, 141 × 167 cm, Städelsches Kunstinstitut, Francfort-sur-le-Main
- Esther et Mordechaï écrivent la deuxième lettre de Pourim, vers 1685, Esther and Mordecai, huile sur toile, 60 × 143 cm, RISD Museum of Art, Rhode Island[6]
- Esther et Mordechaï, huile sur toile, 93 × 148 cm, Musée des beaux-arts de Budapest[7]
- Mordechai écrit la première lettre de Pourim, vers 1685, huile sur toile, 111 × 32 cm, Musée national des beaux-arts d'Argentine, Buenos Aires
- Siméon au temple, vers 1700, huile sur toile, 94,5 × 107,5 cm, Mauritshuis, La Haye[8]
- Juda et Tamar, vers 1700, huile sur toile, 80 × 97 cm, Mauritshuis, La Haye[9]
- Le Baptême du Christ vers 1710
- Cycle de la passion, vers 1715, huile sur toile, 72 × 60 cm. Dix tableaux au Château de Johannisburg à Aschaffenbourg et deux au Rijksmuseum : La Cène ; Le Christ dans le jardin des Oliviers ; Le Christ est conduit à la maison du grand prêtre ; La Prison ; La Flagellation du Christ ; Le Christ devant Caïphe ; Le Chemin du Golgotha ; La Crucifixion ; La Descente de la croix ; La Mise au tombeau ; Le Christ apparaît aux trois Maries ; L'Ascension du Christ.
- Ernestus van Beveren (1660-1722), 128 × 105 cm, Rijksmuseum Amsterdam ;
- Portrait de Herman Boerhaave, 79,2 × 63,5 cm, Mauritshuis, La Haye ;
- Portrait d'homme à la hallebarde, 82,5 × 70,5 cm, Gemäldegalerie de Dresde
- Femme à sa toilette (attribué en 2005), huile sur toile, 99 × 115 cm, Musée national, Poznań[10]
- Reniement de saint Pierre[11], attribué à Arent de Gelder, plume, encre brune et lavis brun, quelques corrections à la gouache blanche, H. 180 ; L. 255 mm, Beaux-Arts de Paris. Dessin de 1660 considéré comme une étude préparatoire du tableau, Le Reniement de saint Pierre attribué à Rembrandt et conservé au Rijksmuseum. La composition du dessin et de la version finale diffèrent, elle correspond peut-être à une version d'atelier, avec une possible participation du maître qui a inspiré De Gelder pour sa propre version du reniement[12].
- La Mort de Jacob[13], copie (?), plume, encre brune, lavis brun et rehauts de blanc, H. 199 ; L. 308 mm, Beaux-Arts de Paris. Au verso : écriture du XVIIe siècle "Boerse. f." (barré). On retrouve au verso d'un dessin conservé à Hambourg la même inscription barrée, avec l'ajout de l'initiale J. du prénom. Cette feuille est la copie de L'Enfant insolent de Rembrandt conservé à Berlin. La feuille des Beaux-Arts pourrait donc avoir été réalisée par Jan Boursse d'après un dessin de De Gelder, on sait qu'il possédait dans sa collection des dessins et des gravures de Rembrandt[14].

## Galerie

Arent de Gelder
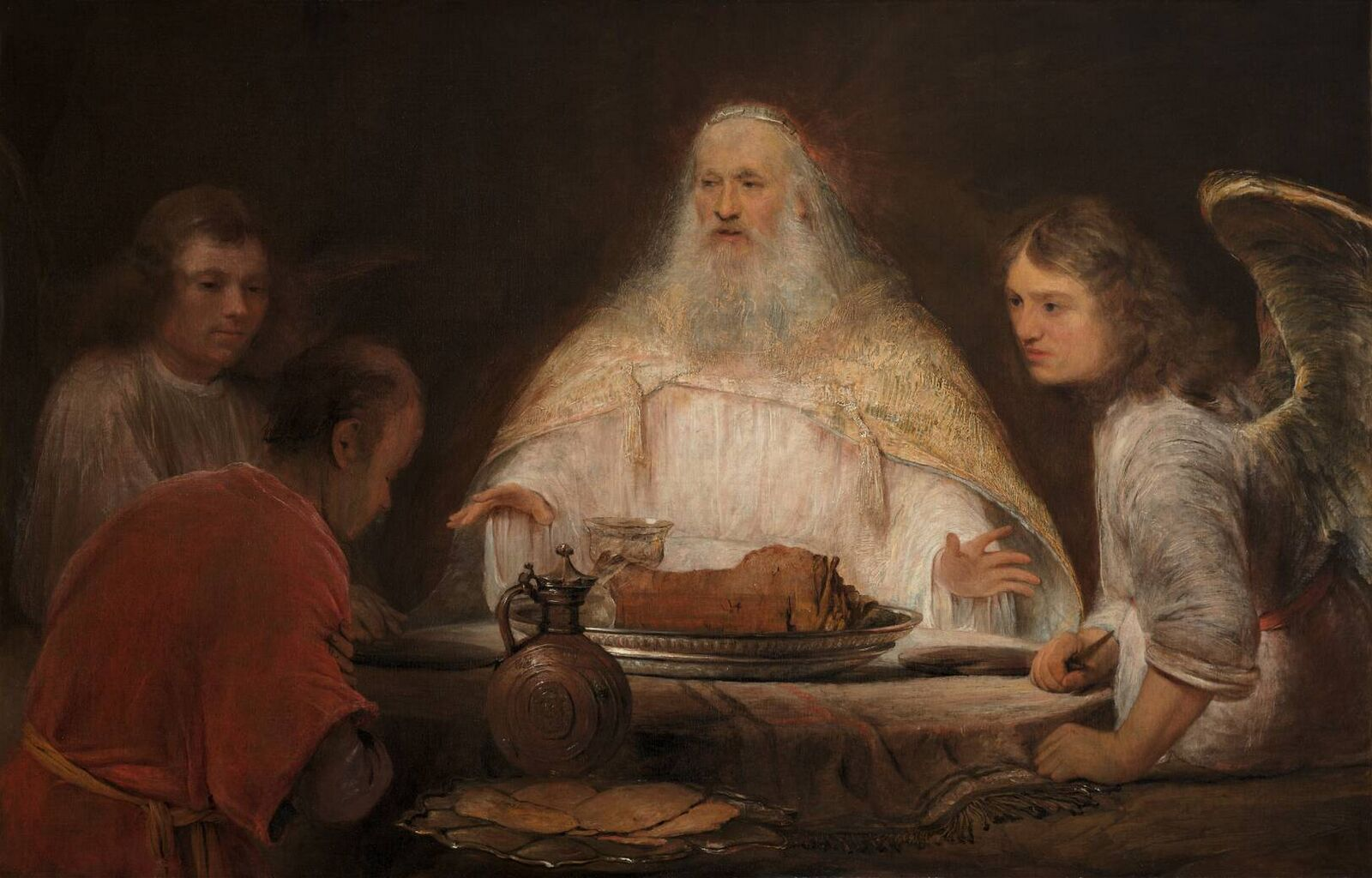
Abraham et les anges, 1680-1685 Musée Boijmans Van Beuningen.
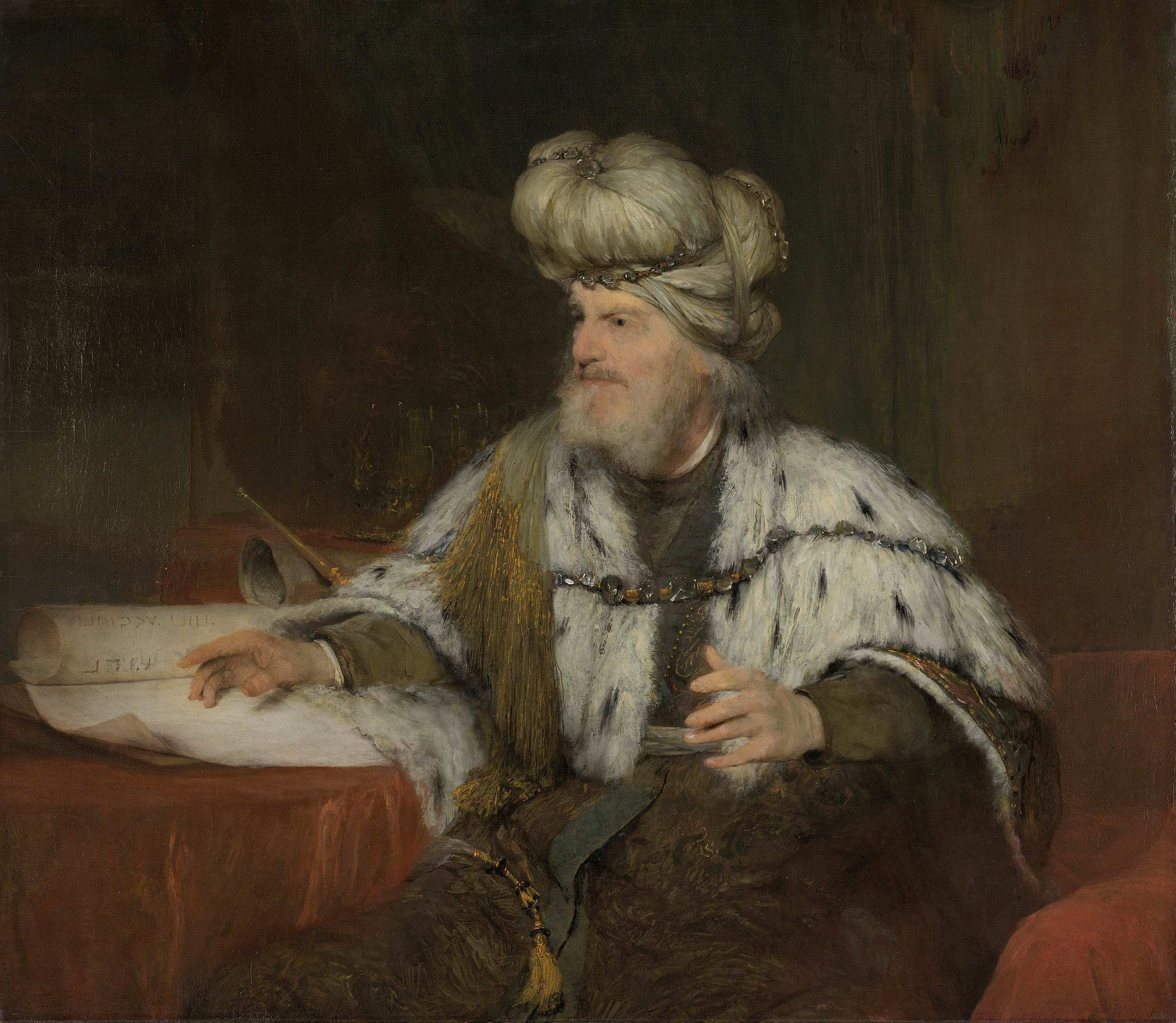
Le Roi David, 1680-1685 Rijksmuseum Amsterdam.
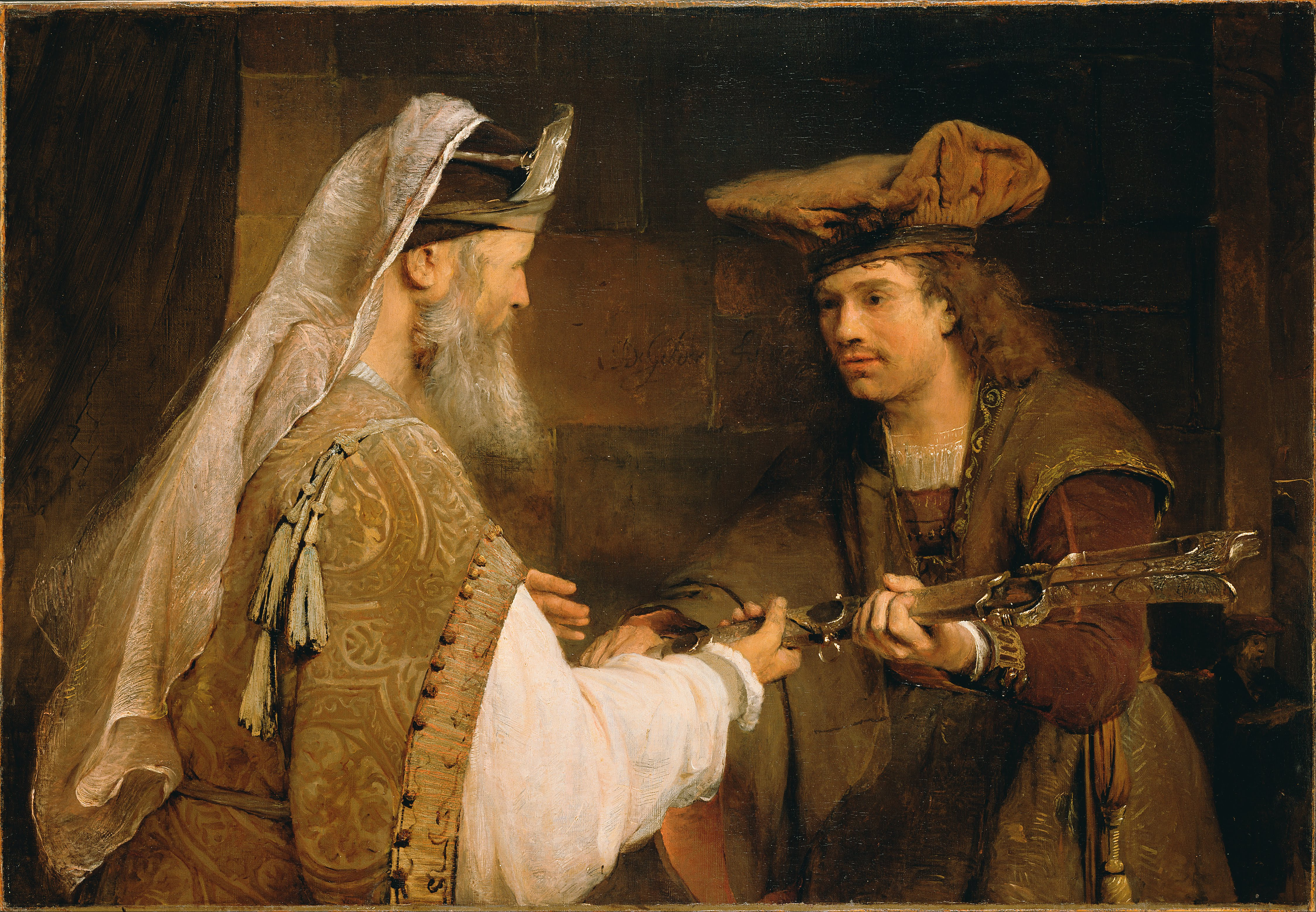
Ahimelech et David, 1680-1689 Getty Museum.
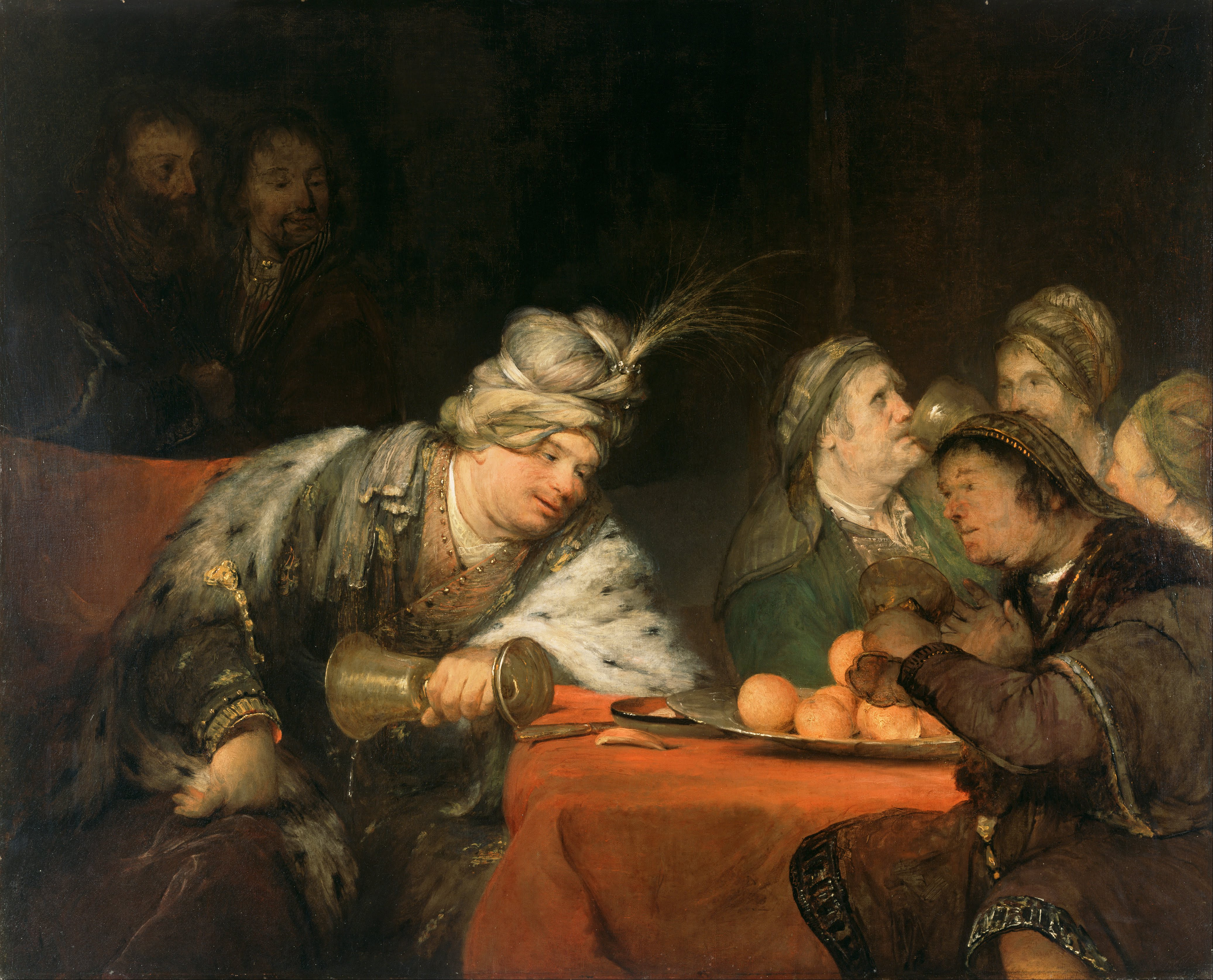
Banquet d'Assuréus, 1680-1689 Getty Museum.
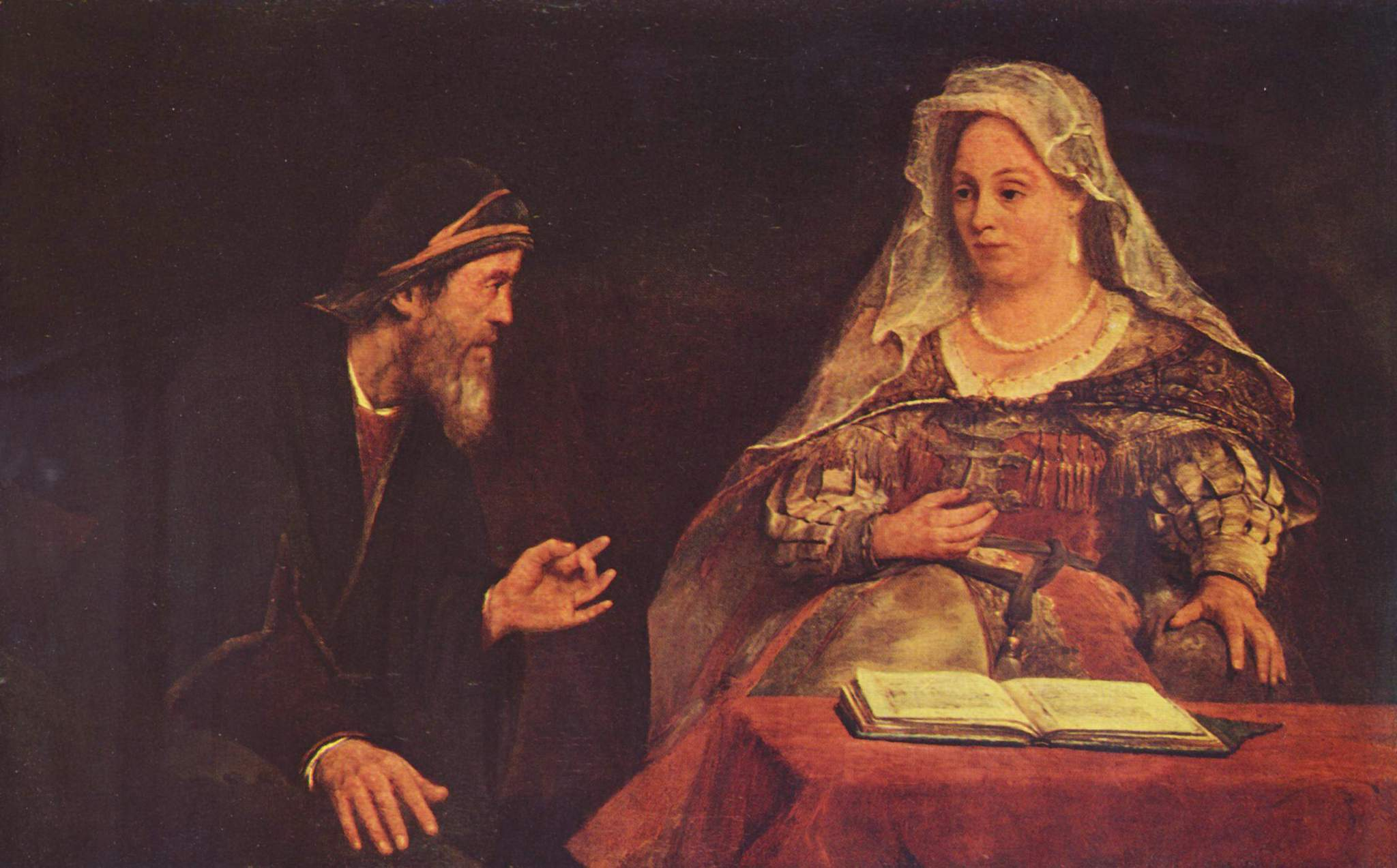
Esther et Mordechaï Musée de Budapest.
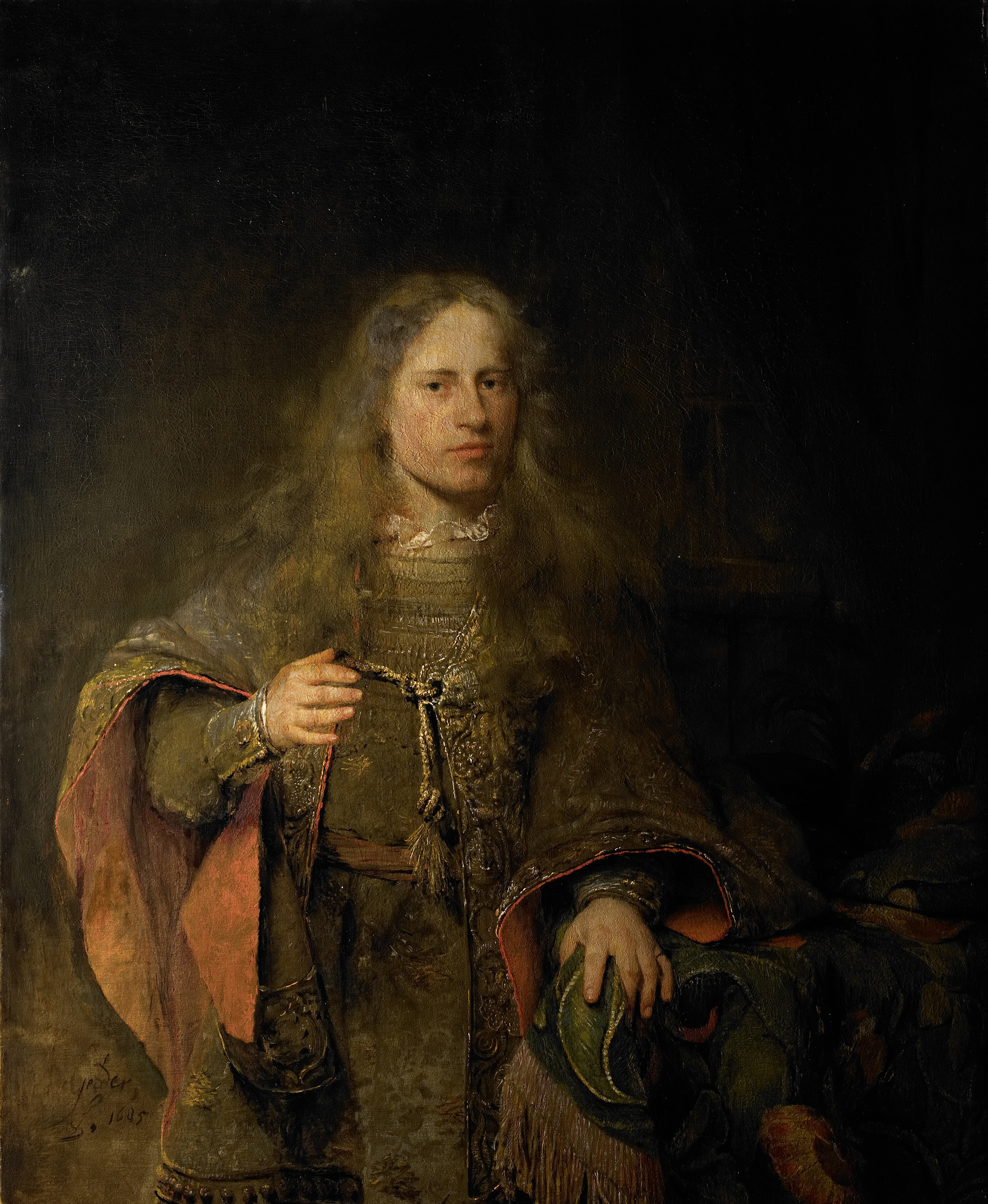
Ernest de Beveren, 1685 Rijksmuseum Amsterdam.
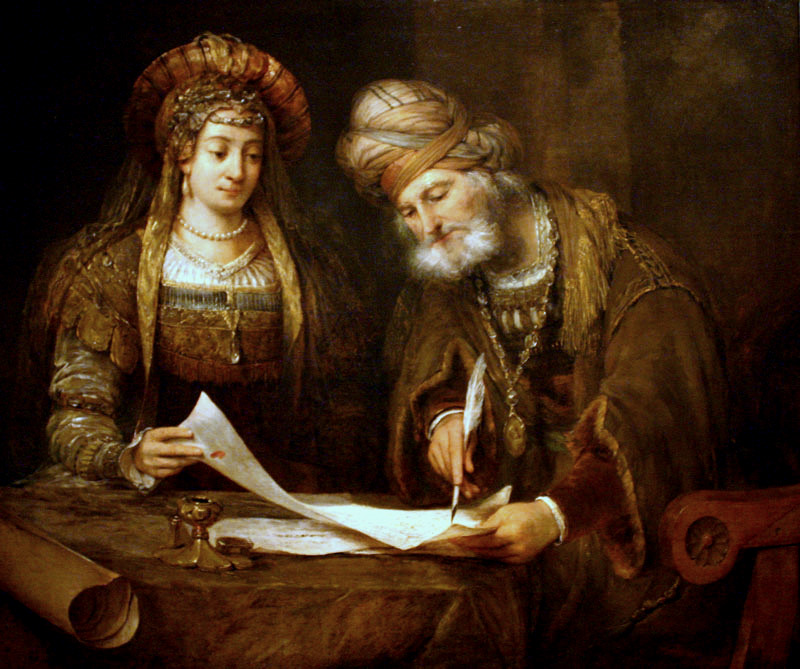
Mordechai écrit la lettre de Pourim vers 1685, Buenos Aires.
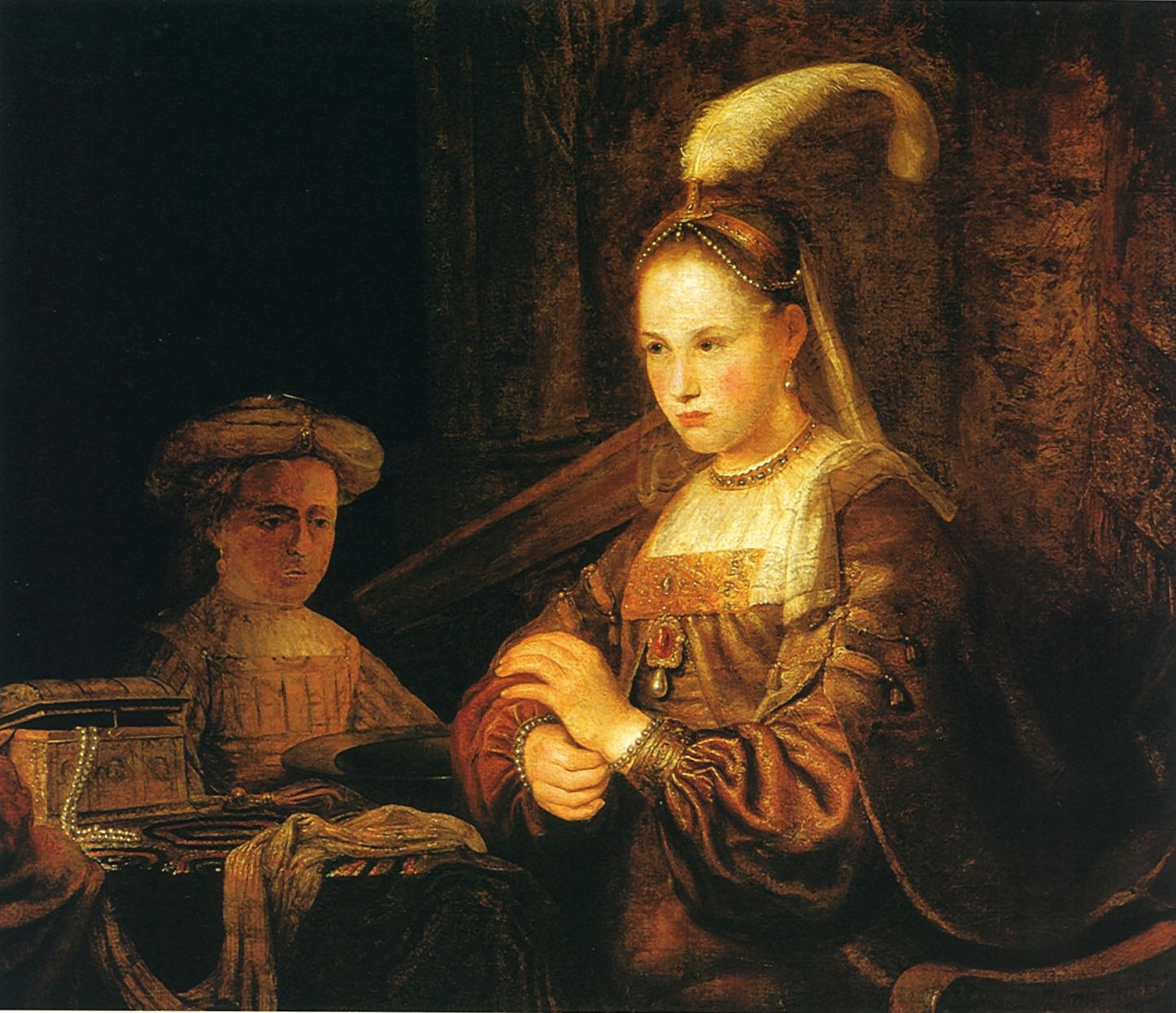
Femme à sa toilette (attribué) Musée de Poznań.

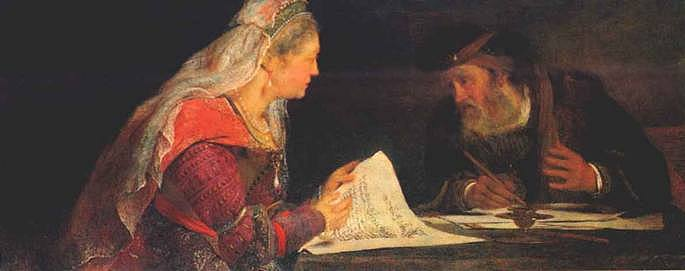
Esther et Mordechaï écrivent la deuxième lettre de Pourim, 1685, RISD Museum of Art, Rhode Island.

## Dans la fiction
- Dans Leçons de ténèbres (Éditions de la Différence, 2002), traduit de l'italien, Lezioni di tenebre (2000), Patrizia Runfola imagine un témoignage apparemment du peintre sur Rembrandt, dans la nouvelle Dans l'effroi.